# 第10軍 (美國)
第十軍（英語：X Corps）是美國陸軍已解編的軍級單位，曾參與第二次世界大戰和韓戰，於1968年解編。

## 韓戰
在韓戰期間，第十軍參加了仁川登陸，指揮海軍陸戰隊第1師、第7步兵師和美軍其他部隊。